# Peter Rühmkorf
Peter Rühmkorf (25. října 1929 Dortmund – 8. června 2008 Roseburg ve Šlesvicku-Holštýnsku) byl německý spisovatel a básník. Svou literární kariéru začal spolu s básníkem a esejistou Wernerem Riegelem roku 1952 v hamburském časopise Zwischen den Kriegen, který vytvářeli do Riegelovy předčasné smrti roku 1956. Společně také stáli u zrodu vlivného časopisu Studentenkurier, určeného mladým intelektuálům. Mezi roky 1958 až 1964 pracoval Rühmkorf jako redaktor v nakladatelství Rowohlt Verlag, poté se stal spisovatelem na volné noze. Získal velké množství literárních cen a často hostoval jako učitel na německých i zahraničních univerzitách. Věnoval se především poezii, esejistice a literární kritice. Zemřel na rakovinu.